# Frederik III van Vianden
Frederik III van Vianden (overleden in 1217) was van 1187 tot aan zijn dood graaf van Vianden. Hij behoorde tot het huis Vianden.

## Levensloop
Frederik III was de oudste zoon van graaf Frederik II van Vianden uit diens huwelijk met Elisabeth, dochter van graaf Hendrik I van Salm. In 1187 volgde hij zijn vader op als graaf van Vianden en voogd van de Abdij van Prüm.
Frederik nam tussen 1191 en 1195 deel aan de conflicten rond de verkiezing van de bisschop van Luik, waarbij hij zich met meerdere verwanten achter de keizerlijke partij schaarde. In het kader daarvan was hij in 1194  een van de deelnemers aan de campagne die hertogen Hendrik I van Brabant, Hendrik III van Leuven en graaf Hendrik IV van Luxemburg in het graafschap Namen voerden tegen graaf Boudewijn V van Henegouwen. In de Slag bij Noville versloeg de Henegouwse graaf het grootste deel van de coalitie: de hertog van Limburg werd gevangengenomen, terwijl Frederik III van Vianden en zijn bondgenoten op de vlucht sloegen. Het conflict werd pas in 1195 bijgelegd, toen Albert van Cuyck tot aartsbisschop van Luik werd verkozen en de Vrede van Rupelmonde tot stand kwam.
Tussen 1195 en 1197 streed Frederik tegen aartsbisschop Jan I van Trier. Het doel van de oorlog was wellicht het terugwinnen van de burcht van Arras. Hoewel de aartsbisschop werd gevangengenomen, lukte dit niet, omdat Hendrik V van Brunswijk, de paltsgraaf aan de Rijn, dreigde in te grijpen ten voordele van Trier. In 1197 of 1198 waren Frederik en zijn zoon Gebhard, de abt van de Abdij van Prüm, getuige van de verklaring waarin Hendrik I zijn rechten op de oppervoogdij van Trier opgaf, hetgeen opnieuw vrede tussen Trier en Vianden inluidde. Ook ging er vanaf dan geen gevaar meer uit van de paltsgraven aan de Rijn, die zich in vorige generaties meermaals tegen Vianden hadden gekeerd. In 1198 droeg Frederik zijn burchten in Dudeldorf en Verlande over aan de aartsbisschop, om ze vervolgens als leengoed van Trier terug te krijgen.
Na de dood van keizer Hendrik VI in 1197 en het ontstaan van de Duitse troonstrijd in 1198, koos Frederik III partij voor Filips van Zwaben uit het huis Hohenstaufen. In 1201 riep paus Innocentius III de hoge adel van het rijk, waaronder Frederik III van Vianden, op om trouw te zweren aan zijn kandidaat Otto van Brunswijk. In september dat jaar volgden Frederik en zijn oom Gebhard deze oproep en liepen ze over naar de zijde van Otto van Brunswijk en de pauselijke partij.
In 1205 hervatte Frederik het conflict met Trier toen hij op het leengoed van de Abdij van Prüm de burcht van Quintenberg liet bouwen. Nog hetzelfde jaar trok aartsbisschop Jan I van Trier ten aanval tegen de vesting en bestormde ze, nadat zijn troepen het garnizoen in de burcht middels een wijnlevering dronken hadden gevoerd en op die manier hadden uitgeschakeld voor de strijd. Het was de laatste poging van de graaf van Vianden om zijn machtsbereik in het Moezeldal uit te breiden. In 1212 vochten hij en zijn broer, graaf Willem I van Neder-Salm, nabij Ocquiers tevens tegen graaf Theobald I van Bar, waarbij zijn broer om het leven kwam.
Tussen 1214 en 1215 trok Frederik als pelgrim of kruisvaarder naar Palestina, waar hij door moslims werd gevangengenomen. Zijn vrijlating had hij te danken aan de Orde van de Trinitariërs, die kort voor zijn dood in 1217 zijn losgeld hadden betaald. Gedurende de afwezigheid van Frederik werd Vianden bestuurd door zijn zonen Hendrik I en Siegfried I. Zij erfden Vianden ook na zijn dood.

## Huwelijk en nakomelingen
Frederik III was gehuwd met ene Mathilde, misschien Mathilde van de Neuerburg. Ze kregen op zijn minst vijf kinderen:
- Hendrik I (overleden in 1252), graaf van Vianden
- Siegfried II (overleden in 1242), graaf van Vianden
- Frederik I, heer van de Neuerburg
- Gerhard, geestelijke
- Mathilde (overleden in 1253), huwde eerst met graaf Lotharius I van Hochstaden en daarna met graaf Hendrik van Duras